# Atenuador de luz

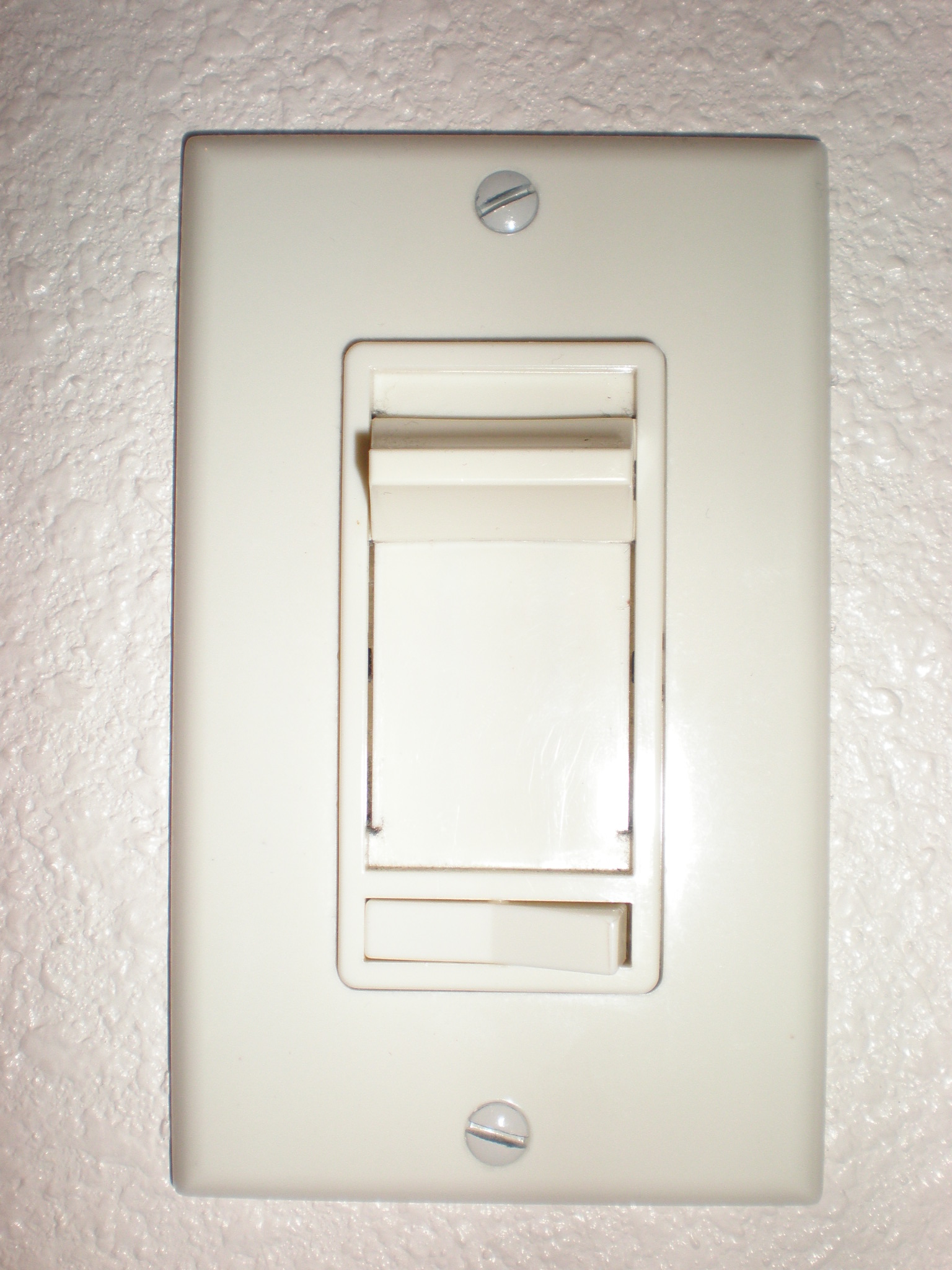
Dimmer e interruptor de encendido y apagado. Regulando la posición variará la intensidad de la luz.

Un dimmer, regulador, atenuador o dímer, sirve para regular la energía en uno o varios focos con el fin de variar la intensidad de la luz que emiten, cuando las propiedades de la lámpara lo hacen posible.
Actualmente los circuitos más empleados incluyen la función de encendido al "paso por cero" de la tensión. La disminución del valor eficaz en la bombilla se logra recortando la señal en el momento de subida en el punto que se elija (si cortamos la señal cuando la onda llega a 60 V p.e. se encenderá muy poco, mientras que si la cortamos al llegar a 200 V se encenderá casi al máximo).
Existen sistemas más complejos capaces de regular el flujo de iluminación para otro tipo de lámparas (fluorescentes, de bajo consumo, etc.) pero son más complicados.
Algunos dimmer pueden ser controlados remotamente a través de controladores y protocolos especiales. En el caso de la iluminación para escenarios uno de los protocolos más utilizados es DMX (Digital MultipleX), que es un protocolo de comunicaciones usado para controlar la iluminación de escenarios, o DMX512, el cual permite que la intensidad de las luces convencionales pueda ser sincronizada con las luces de efectos especiales, máquinas de humo, etc.